# Лозовое (Крым)
Лозово́е (до 1945 года — Эски́-Орда́; укр. Лозове, крымскотат. Eski Orda, Эски Орда) — село в Симферопольском районе Республики Крым, в составе Добровского сельского поселения (согласно административно-территориальному делению Украины — Добровского сельского совета Автономной Республики Крым).

## Население
| 2001 | 2014  |
| ---- | ----- |
| 1601 | ↗1889 |

Всеукраинская перепись 2001 года показала следующее распределение по носителям языка
| Язык             | Процент |
| ---------------- | ------- |
| русский          | 85,82   |
| крымскотатарский | 9,99    |
| украинский       | 4       |
| другие           | 0,06    |

### Динамика численности
| - 1805 год — 232 чел. - 1864 год — 8 чел. - 1889 год — 139 чел. - 1892 год — 11 чел. - 1915 год — 0/58 чел. - 1926 год — 242 чел. | - 1939 год — 454 чел. - 1989 год — 1477 чел. - 2001 год — 1601 чел. - 2009 год — 1574 чел. - 2014 год — 1899 чел. |

## Современное состояние
В Лозовом числится 14 улиц, 6 переулков и 11 садовых товариществ, площадь, занимаемая селом, 89,7 гектара, на которой в 504 дворах, по данным сельсовета на 2009 год, числилось 1574 жителя.

## География
Село Лозовое расположено в центре района, фактически примыкая (около 300 м) к Симферополю, на шоссе 35А-002 (по украинской классификации М-18 Симферополь—Алушта—Ялта), ближайшая железнодорожная станция Симферополь — примерно в 10 километрах. Село находится в предгорной части Крыма, на левой стороне долины реки Салгир в верхнем течении, высота центра села над уровнем моря 306 м. Соседние сёла: Андрусово (около 1 километра) и Ферсманово примерно в 300 м от Лозового.

## Название
Историческое название села Эски-Орда означает в переводе «старая ставка», «старый лагерь» (крымскотат. eski — старый, слово orda в современном крымскотатарском языке не используется, однако в прошлом, как в крымскотатарском, так и в других тюркских языках использовалось в значении «ставка», «лагерь», «резиденция командующего войском»).

## История
В Камеральном Описании Крыма 1784 года упоминаются 2 деревни — Эски Орду Таржак и Эски Орду — Екары Ичкийского кадылыка Акмечетского каймаканства — видимо, маале (кварталы) одного села. После присоединения Крыма к России (8) 19 апреля 1783 года, (8) 19 февраля 1784 года, именным указом Екатерины II Сенату, на территории бывшего Крымского Ханства была образована Таврическая область и деревня была приписана к Симферопольскому уезду. После Павловских реформ, с 1796 по 1802 год, входила в Акмечетский уезд Новороссийской губернии. По новому административному делению, после создания 8 (20) октября 1802 года Таврической губернии, определена центром Эскиординской волости того же уезда.
По Ведомости о всех селениях в Симферопольском уезде состоящих с показанием в которой волости сколько числом дворов и душ… от 9 октября 1805 года, в деревне Эскиорда числилось 30 дворов и 232 жителя, исключительно крымских татар. На военно-топографической карте 1817 года обозначена Ески орда с 33 дворами.

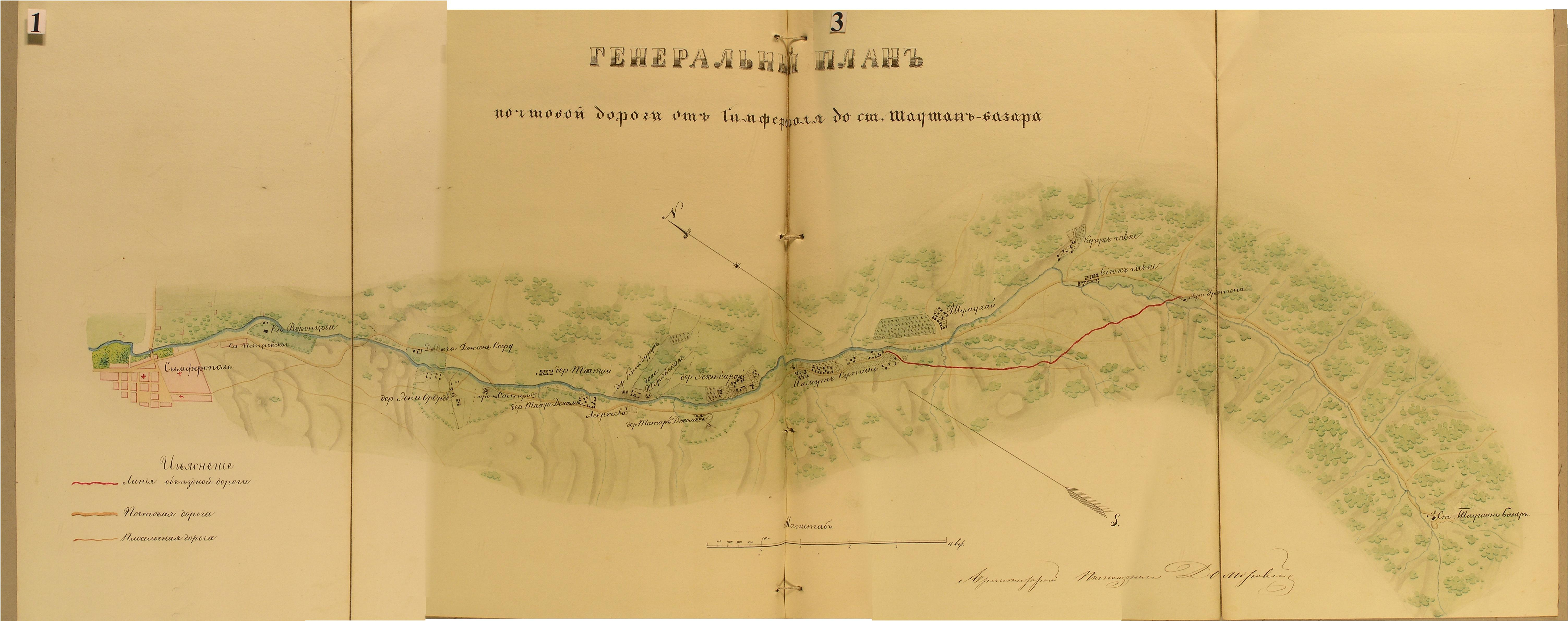
Эски-Орда на плане 1865 года

После реформы волостного деления 1829 года деревня, согласно «Ведомости о казённых волостях Таврической губернии 1829 года», осталась центром Эскиординской волости. На карте 1836 года в деревне 29 дворов, как и на карте 1842 года.

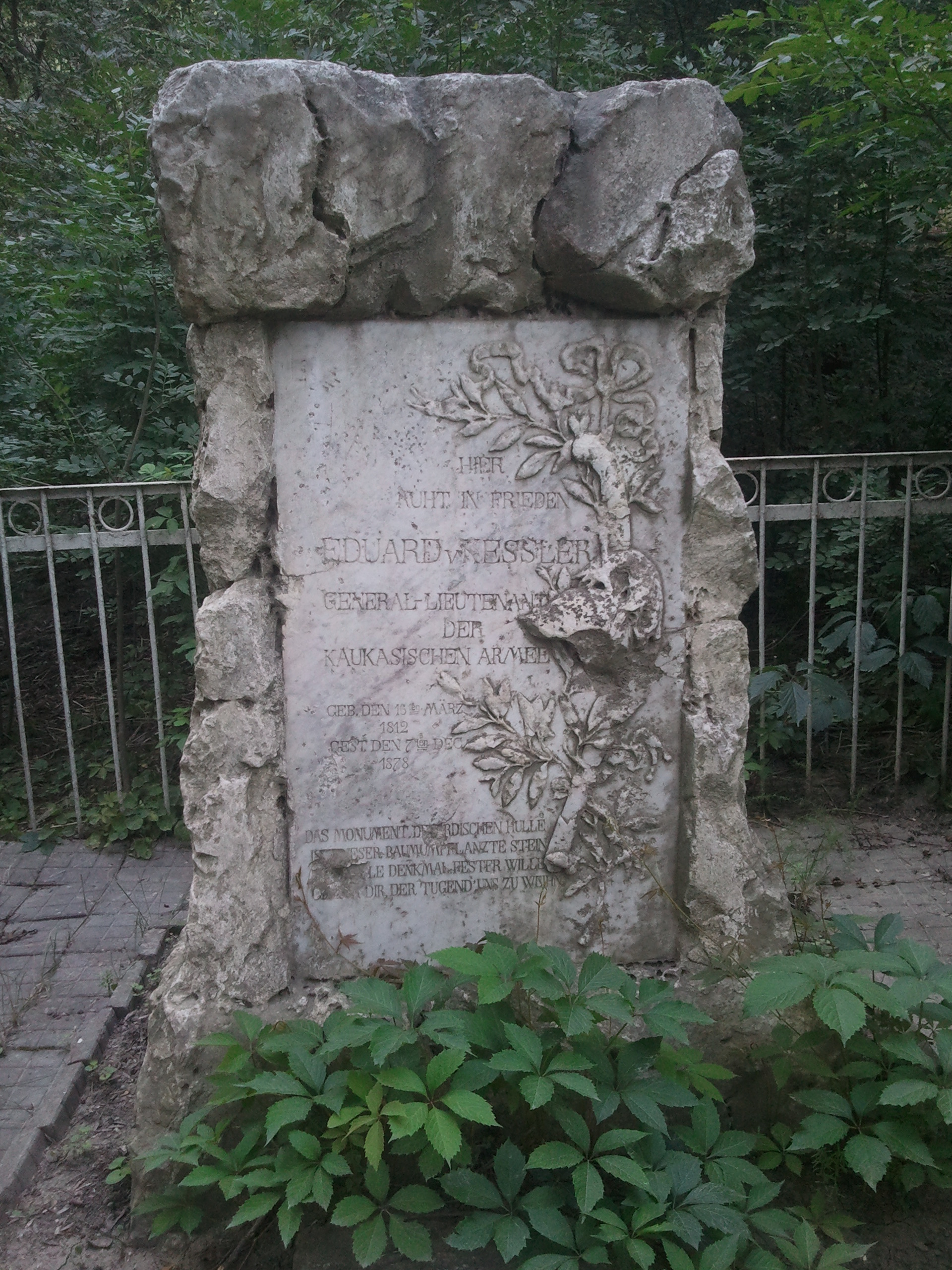
Могила М. Э. Ферсман, могила Э. Ф. Кесслера, 1878,

В 1860-х годах, после земской реформы Александра II, деревню приписали к Сарабузской волости. Согласно «Списку населённых мест Таврической губернии по сведениям 1864 года», составленному по результатам VIII ревизии 1864 года, Эски-Орда — владельческая татарская деревня с 2 дворами, 8 жителями и двумя мечетями при рекѣ Салгирѣ (на трёхверстовой карте 1865—1876 года обозначено 20 дворов). В «Памятной книге Таврической губернии 1889 года», по результатам Х ревизии 1887 года, в Эски-Орде Сарабузской волости записано 29 дворов и 139 жителей, в «Практическом путеводителе по Крыму» Анны Москвич 1того же года об Эски-Орде написано, что в селении много табачных плантаций, а на подробной военно-топографической карте 1892 года в деревне 24 двора со смешанным русско-татарским населением.
После земской реформы 1890-х годов деревню передали в состав новой Подгородне-Петровской волости. По «…Памятной книжке Таврической губернии на 1892 год» в деревне Эскиорда, входившей Подгородне-Петровское сельское общество, числилось 11 жителей в 4 домохозяйствах. На верстовой карте 1892 года в деревне Эски-Орда обозначено 24 двора с русско-татарским населением. По Статистическому справочнику Таврической губернии. Ч.II-я. Статистический очерк, выпуск шестой Симферопольский уезд, 1915 год, в деревне и экономии Буренко А. Е. «Эски-Орда» Подгородне-Петровской волости Симферопольского уезда, числилось 11 дворов с русским населением без приписных жителей, но с 58 — «посторонними», из которых 30 мужчин и 28 женщин. Экономии принадлежало 592 десятины удобной земли, 200 лошадей, 150 коров и 30 голов мелкого скота.

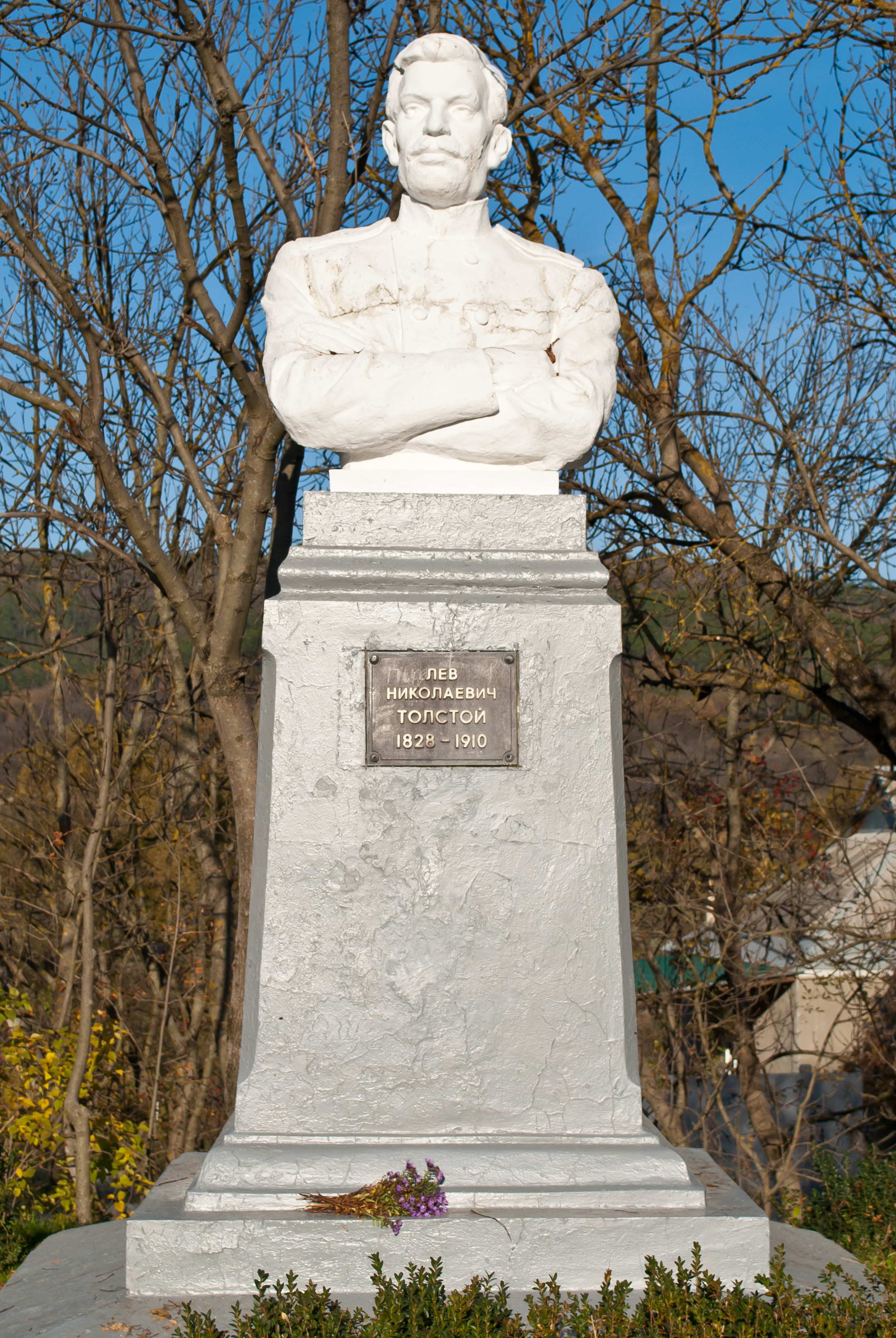
Памятник Л. Н. Толстому, 1950,

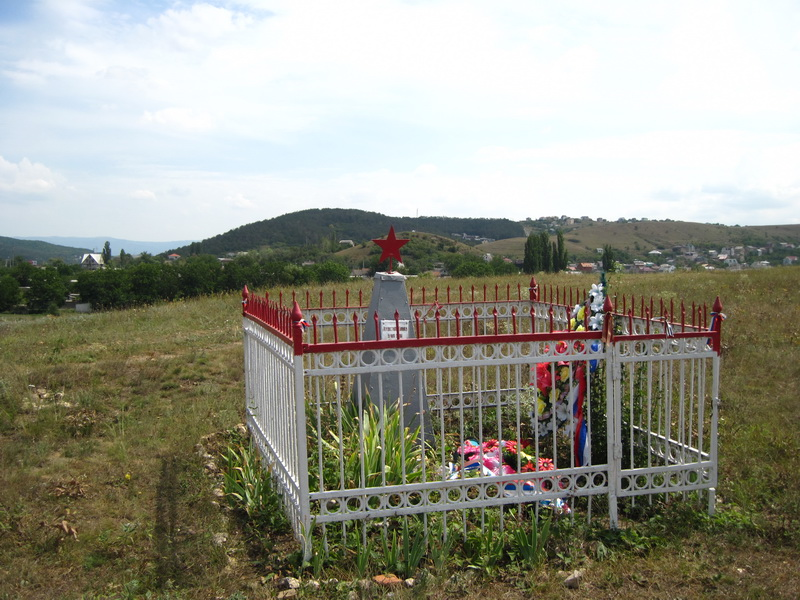
Могила неизвестного советского воина. В 2013 была снесена неизвестными, восстановлена

После установления в Крыму Советской власти, по постановлению Крымревкома от 8 января 1921 года была упразднена волостная система и село включили в состав вновь созданного Подгородне-Петровского района Симферопольского уезда, а в 1922 году уезды получили название округов. 11 октября 1923 года, согласно постановлению ВЦИК, в административное деление Крымской АССР были внесены изменения, в результате которых был ликвидирован Подгородне-Петровский район и образован Симферопольский и село включили в его состав. Согласно Списку населённых пунктов Крымской АССР по Всесоюзной переписи 17 декабря 1926 года, в селе Эски-Орда Джалманского сельсовета Симферопольского района, числилось 64 двора, из них 59 крестьянских, население составляло 242 человека (109 мужчин и 133 женщины). В национальном отношении учтено: 165 русских, 40 греков, 17 татар, 11 белорусов, 5 украинцев, 1 немец, 3 записаны в графе «прочие», действовала русская школа. К 1940 году сельсовет реорганизуют и Эски-Орда становится центром сельсовета.
В 1944 году, после освобождения Крыма от фашистов, 12 августа 1944 года было принято постановление № ГОКО-6372с «О переселении колхозников в районы Крыма» и в сентябре 1944 года в район приехали первые новоселы (214 семей) из Винницкой области, а в начале 1950-х годов последовала вторая волна переселенцев из различных областей Украины. 21 августа 1945 года, указом Президиума Верховного Совета РСФСР, Эски-Ордынский сельсовет переименован в Лозовский и селение Эски-Орда в Лозовое. С 25 июня 1946 года Лозовое в составе Крымской области РСФСР. В 1948 году, по решению исполкома, был упразднён Лозовской сельсовет и село передали в Пригородненский. 26 апреля 1954 года Крымская область была передана из состава РСФСР в состав УССР. Время включения в состав Добровского сельсовета пока не установлено: на 15 июня 1960 года село уже числилось в его составе.
Указом Президиума Верховного Совета УССР «Об укрупнении сельских районов Крымской области», от 30 декабря 1962 года Симферопольский район был упразднён и село присоединили к Бахчисарайскому. 1 января 1965 года, указом Президиума ВС УССР «О внесении изменений в административное районирование УССР — по Крымской области», вновь включили в состав Симферопольского. С 12 февраля 1991 года село в восстановленной Крымской АССР, 26 февраля 1992 года переименованной в Автономную Республику Крым. С 21 марта 2014 года в составе Крыма аннексировано Россией.

## Транспорт
Через Лозовое проходит трасса Симферополь — Алушта — Ялта. По трассе проходят пригородные троллейбусные маршруты из Симферополя № 1,1а,1б. Помимо пригородных есть и междугородние на № 51,52 на которых можно добраться в Алушту и Ялту, также множество маршрутных такси. Маршрутный автобус № 64 имеет сообщение из Лозового в Центр Симферополя.